# Єврейський комітет громадської безпеки
Єврейський комітет громадської безпеки — установа, створена під час польсько-українських боїв у 1918 році у Львові, з метою захисту єврейського населення міста.

## Історія
Комітет було створено 1 листопада 1918 року, а його розпуск відбувся 22 листопада після перемоги поляків над українцями.
До складу Комітету увійшли: Юліуш Ейслер, Александер Хаусманн, Еміль Парнас, Авігдор Гріц і Леон Райх.
Під час своєї діяльності Комітет проголосив нейтралітет щодо польсько-українського конфлікту та відхилив пропозицію українців приєднатися до Української Національної Ради. Для забезпечення порядку в місцях проживання євреїв у Львові (передмістя Яновське, Клепарів, Жолківське та вулиці: Боїмова, Валова, Сербська) Комітет створив власну міліцію чисельністю близько 300 осіб. Командантом ополчення став Юліуш Ейслер. Це формування зустріло опір деяких євреїв, які заявили про співпрацю з поляками у Львові. У початковий період свого існування деякі старшини міліції прихильно ставилися до українців і навіть відкрито співпрацювали з ними, що суперечило декларації Комітету. Наприкінці боїв, коли поляки почали досягати успіхів, ця співпраця припинилася. Значною мірою це було пов'язано з тим, що євреї Львова були значно полонізовані.

## Виноски
1. 1 2  3, Aleksandra Imiłowska-Duma, "Stosunki polsko-żydowskie we Lwowie w latach 1918 – 1919"
2. 1 2  Komitet Bezpieczeństwa Publicznego, Encyklopedia Białych Plam, т. XVII, Radom, 2006, с. 310—313